# Oxytropis yanchiensis
Oxytropis yanchiensis là một loài thực vật có hoa trong họ Đậu. Loài này được X.Y. Zhu, H. Ohashi & L.R. Xu miêu tả khoa học đầu tiên năm 1999.